# Quận Trung (Israel)
Quận Trung (tiếng Hebrew: מחוז המרכז, Meḥoz haMerkaz) là một trong sáu quận hành chính của Israel, bao gồm hầu hết vùng Sharon. Thủ phủ của quận là Ramla. Nó được chia tiếp thành 4 phó quận: Petah Tikva, Ramla, Sharon và Rehovot. Thành phố lớn nhất quận là Rishon LeZion. Tổng dân số của quận vào năm 2008 là 1.730.500 người. Theo số liệu Của Cục Thống kê Trung ương Israel 88% dân số quận là người Do Thái, 8,2% là người Ả Rập, và 4% không phận loại, và hầu hết là những người nhập cư từ các nước thuộc Liên Xô cũ có một phần nguồn gốc Do Thái hoặc có quan hệ gia đình với người Do Thái.

## Hành chính
| Thành phố | Hội đồng địa phương | Hội đồng khu vực |
| --- | --- | --- |
| - El'ad - Giv'at Shmuel - Hod HaSharon - Kafr Qasim - Kfar Saba - Lod - Modi'in-Maccabim-Re'ut - Ness Ziona - Netanya - Petah Tikva - Qalansawe - Ra'anana - Ramla - Rehovot - Rishon LeZion - Rosh HaAyin - Tayibe - Tira - Yavne - Yehud-Monosson | - Be'er Ya'akov - Beit Dagan - Bnei Aish - Elyakhin - Even Yehuda - Gedera - Gan Yavne - Ganei Tikva - Jaljulia - Kfar Bara - Kfar Yona - Kokhav Yair - Mazkeret Batya - Pardesiya - Kiryat Ekron - Savyon - Shoham - Tel Mond - Tzoran-Kadima - Zemer | - Brenner - Drom HaSharon - Gan Rave - Gederot - Gezer - Hefer Valley (Emek Hefer) - Hevel Modi'in - Hevel Yavne - Hof HaSharon - Lev HaSharon - Thung lũng Lod (Emek Lod) - Nahal Sorek |

### Các khu tự quản trước đây
| Khu tự quản cũ |
| --- |
| - Kadima (hợp nhất với Tzoran; nay là Tzoran-Kadima) - Maccabim-Re'ut (hợp nhất với Modi'in; nay là Modi'in-Maccabim-Re'ut) - Modi'in (hợp nhất với Maccabim-Re'ut; nay là Modi'in-Maccabim-Re'ut) - Neve Monosson (hợp nhất với Yehud và được tuyên bố là một khu phố tự trị trong Yehud-Monosson) - Tzoran (hợp nhất với Kadima; nay là Tzoran-Kadima) - Yehud (hợp nhất với Neve Monosson; nay là Yehud-Monosson) |